# 赤べこ

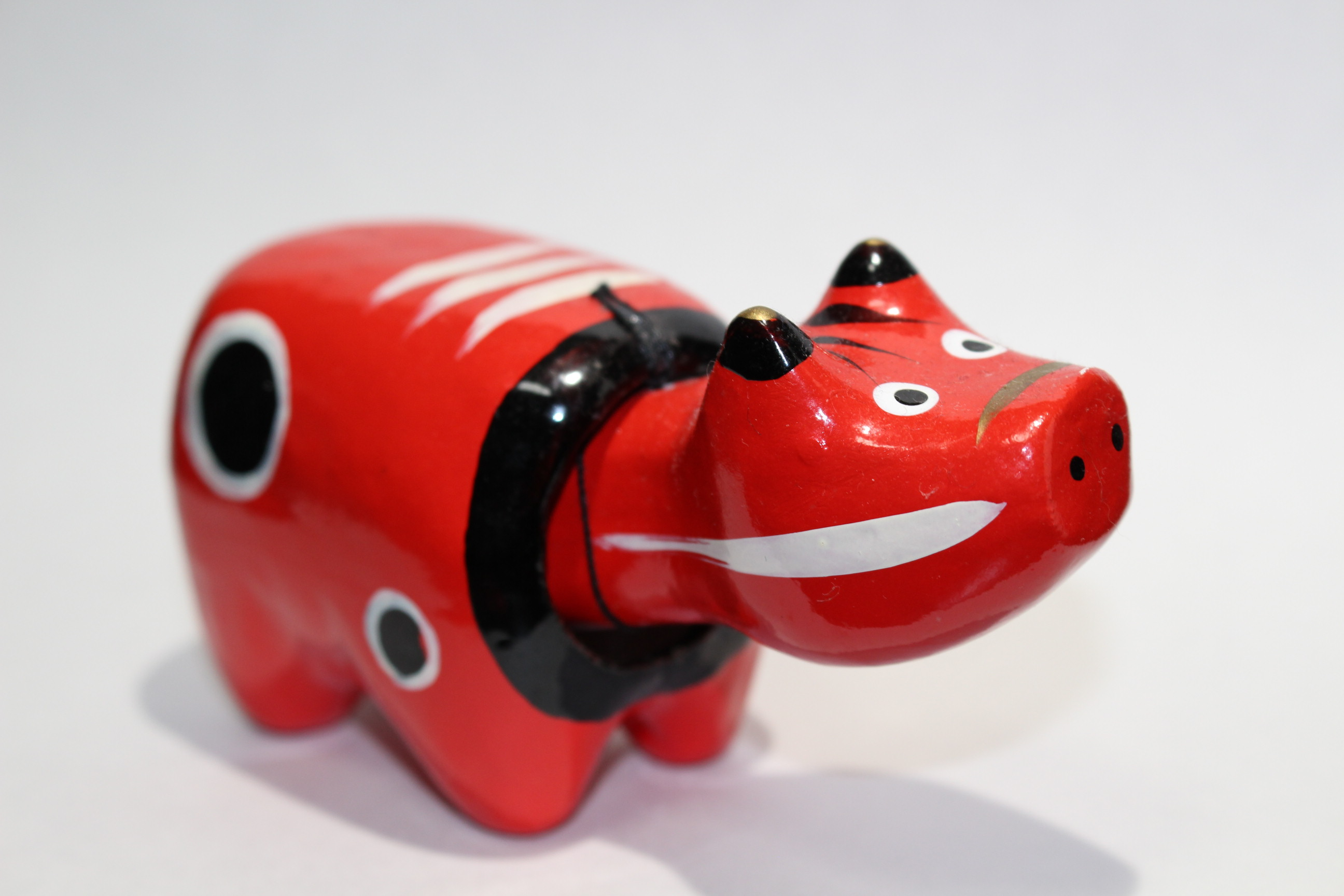
赤べこの張子

赤べこ（あかべこ）は、福島県会津地方の張子の郷土玩具。「べこ」とは東北地方の方言で「牛」という意味である。
本項目では赤べこをベースにデザインされた会津のマスコット「あかべぇ」についても記述する。

## 概要
赤べこは、赤い牛に似せた張子である。会津地方の郷土玩具であり、子どもの魔避けとして用いられてきた。体色の赤には魔避けの効果があるとされ、黒い斑点は痘を表し、病にかかっても重くならないように子どもに赤べこを贈る風習があった。
天正年間に、蒲生氏郷が殖産振興のために招いた技術者から張子製作が伝わった。赤べこの由来は諸説あり、平安時代に蔓延した疫病を払った赤い牛の伝説や、江戸時代初期（1611年）の会津地震で壊れた円蔵寺（柳津町）の虚空蔵堂の再建時、崖の上へ資材を運び上げた赤い牛の伝説がある。郷土史家の石田明夫によると、会津地方では第二次世界大戦後の昭和期まで、韓牛とみられる赤毛の牛を「朝鮮べこ」と呼び荷役に使っていたという。
会津地方に1713年（正徳3年）に天然痘が蔓延した際、赤べこに黒い斑点を入れて子供がかからないよう願ったところ効験があったという伝承もある。丑年とそれ以外では売れ行きに差があり、かつて35軒あった工房は2021年時点では4軒に減っているが、2020年以降は新型コロナウイルス感染症終息を祈願して購入する人が増えた。

## 構造と製法
頭部を触れると振り子のように揺れ動くようになっている。これは頭と胴体を別々につくって、首の付け根を糸で結び、鉄筋を細かく切った重りで適度な揺れになるよう調整している。
赤べこは、次のような工程で作られる。まず、のみや小刀で削った木型に、何重にも重ねた和紙を糊で張り、成型する。和紙を乾燥させた後、小刀で背や腹にあたる部分を切り開いて、中から木型を取り出し、切り開いた部分をもう一度和紙ではり合わせる。次に、胡粉で全体を白く下塗りし、その上に赤い染料などをニカワで溶かしたもので赤く塗る。さらに、墨で顔や模様の絵付けをし、最後に、首がよくゆれるように、首の後部におもりをつけ、頭部を糸でつるす。
型作りから彩色、組み立てまで8つの工程がある。熟練の職人技が必要であるが、和紙を貼り重ねていた胴体を真空成形や3Dプリンターに切り替えるなど近代的な加工技術も導入されている。

## 伝説
発祥の地とされる柳津町では会津地震で被害を受けた虚空藏堂の本堂を再建する際、崖の上に黒毛の牛で資材を運ぶのに苦労していたところ、
赤毛の牛の群れが現れ黒毛の牛を助けたことで本堂が完成した。人々はこの赤毛の牛を「赤べこ」と呼んだとしている。

## 「あかべぇ」とは？

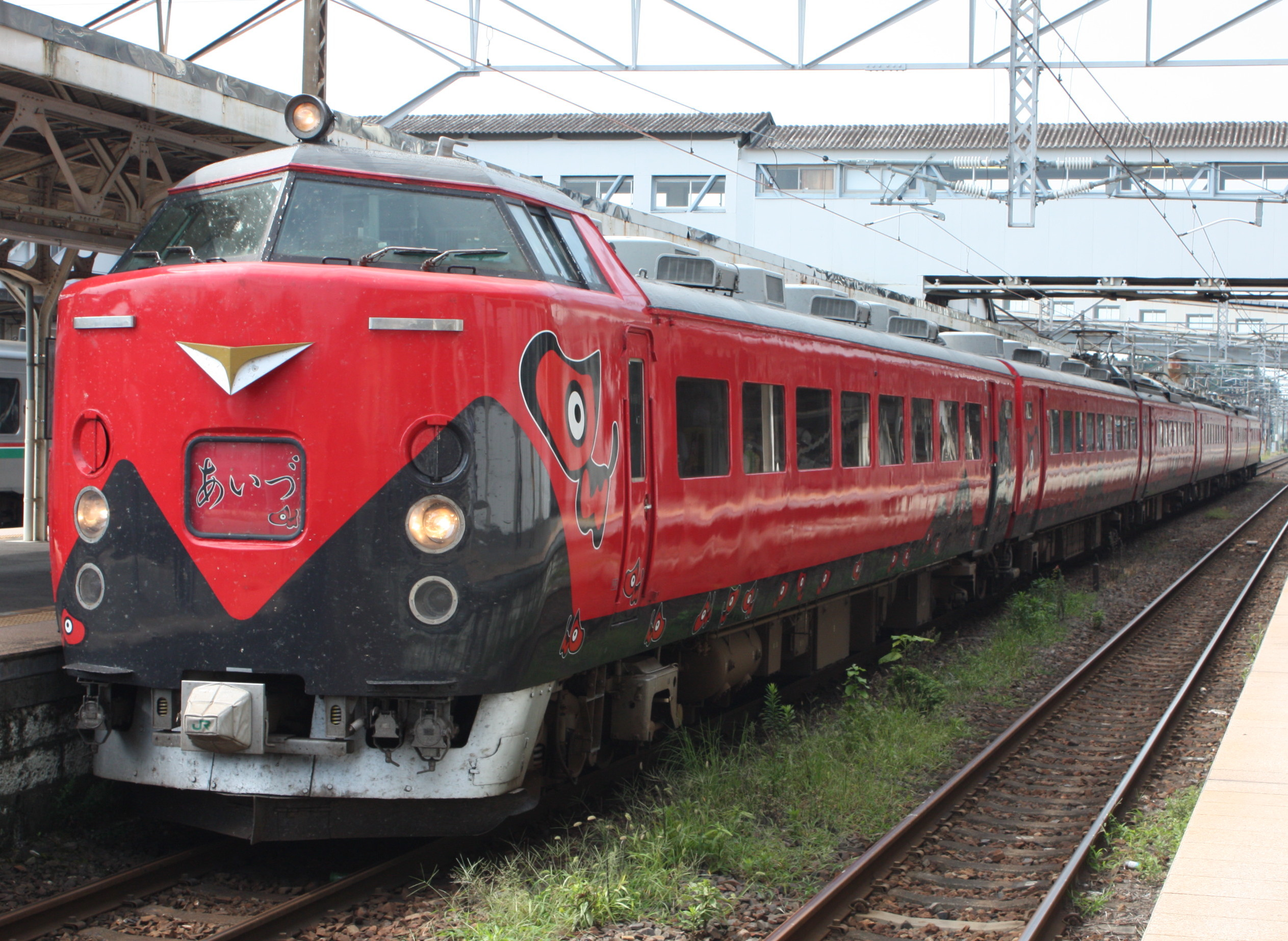
磐越西線「あいづライナー」専用編成にペイントされている「あかべぇ」

2004年（平成16年）頃に登場した会津のマスコット。会津地方の観光案内パンフレットや磐越西線で過去に運行されていた電車（「あいづライナー」・719系電車）にペイントされるなど幅広い採用が見られ、俗に「あかべぇ車」と呼ばれる。会津若松観光物産協会のウェブサイトでの紹介によると、「ごくまれにあおべぇなるものもいるかもしれない」という。

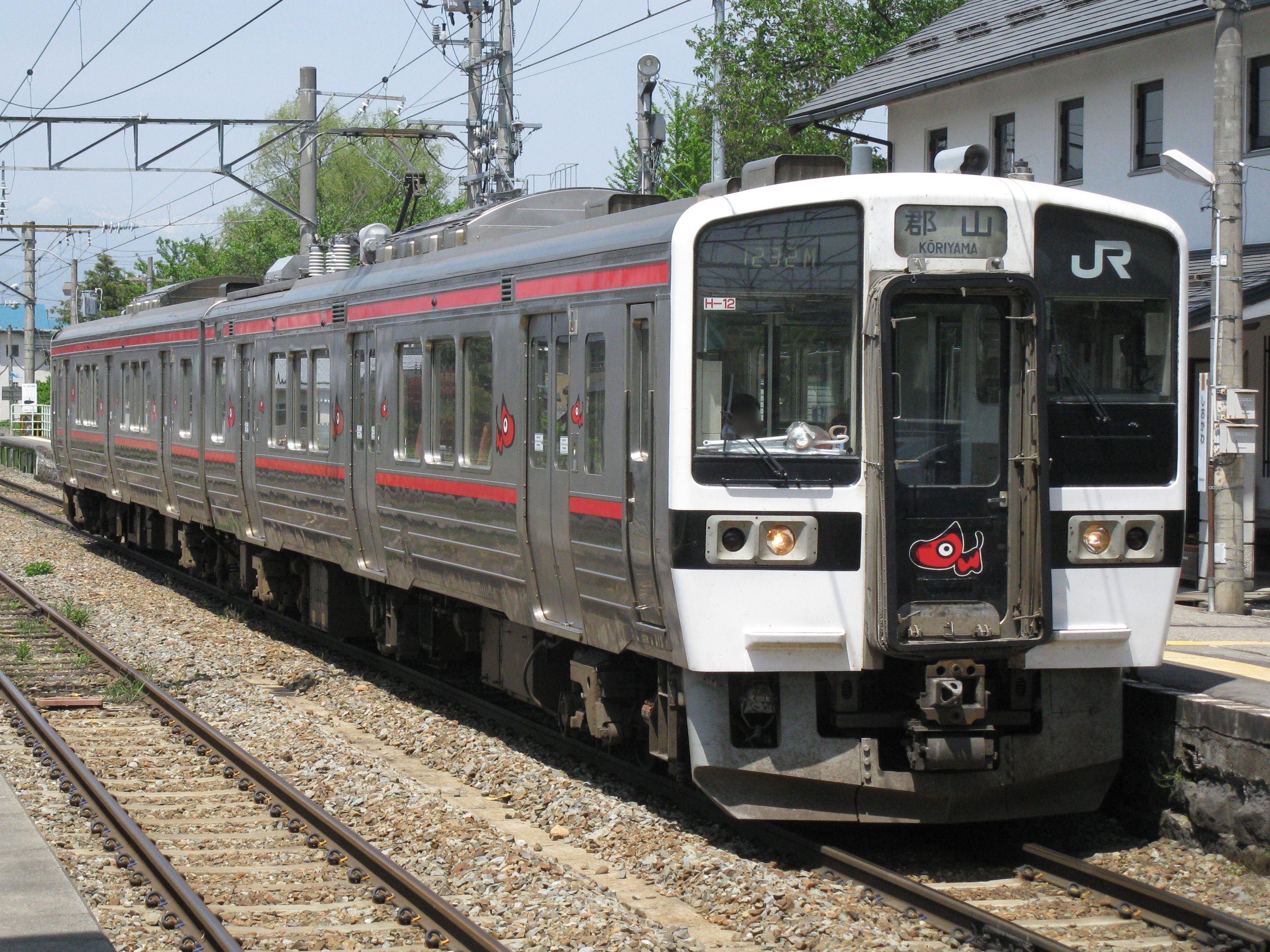
719系
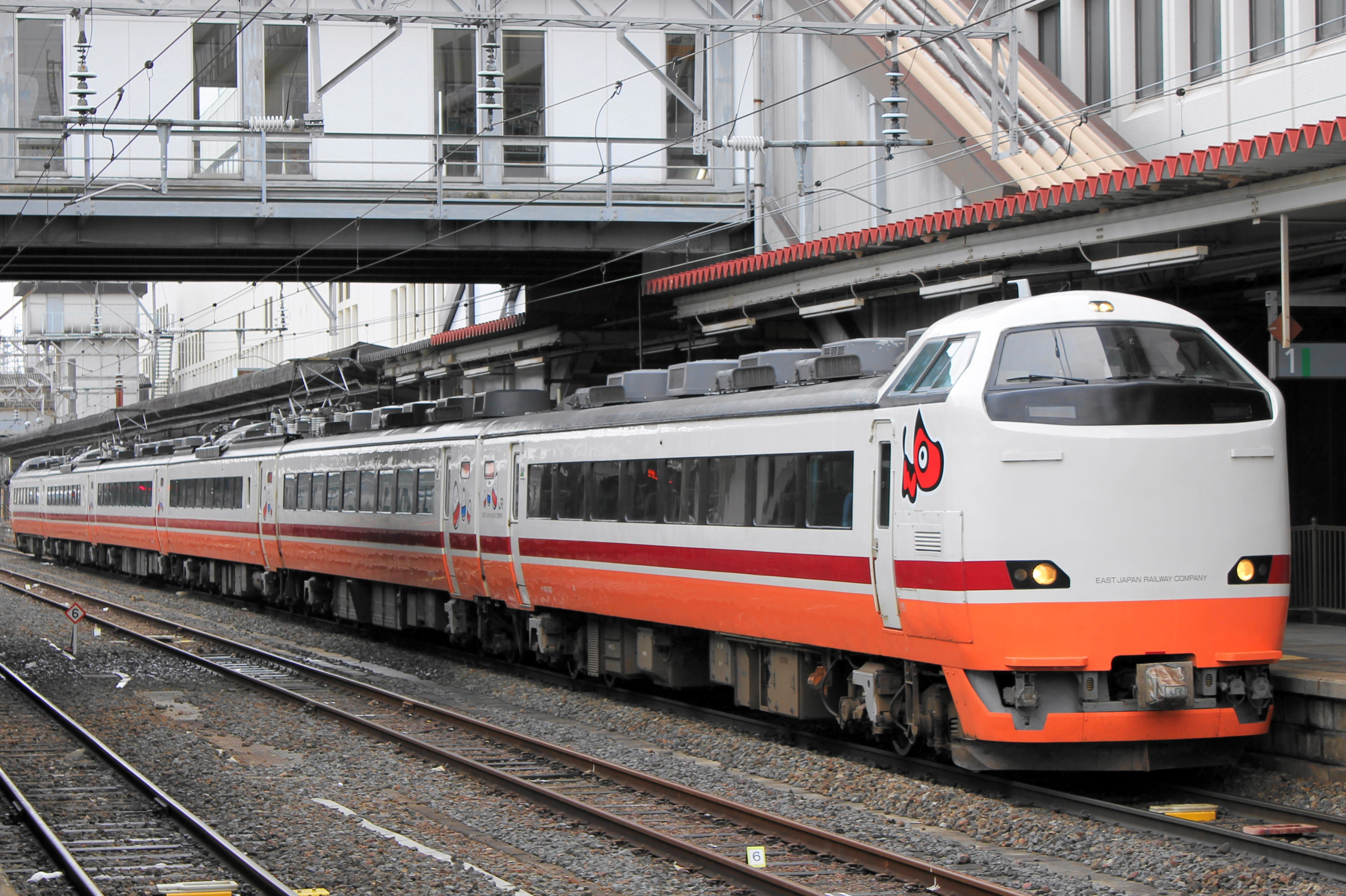
485系 A-3・A-4編成

## 関連するイベント等

### 特急ビバあいづ「赤べこ」
かつて平成5年（1993年）に磐越西線に登場したシャトル特急ビバあいづ3号車の愛称である。モハ485-1008を改造した定員0名のフリースペースインビテーションカーになっており、案内係の女性が1名乗車していた。車内は会津若松市の歴史や観光案内、物産品などが展示されており、地酒の試飲も行われた。特に人気を集めたものに世界的な版画家・斎藤清の企画展などが行われていたが、平成10年（1998年）12月に再び座席車に復元されてその使命を終えた。

### 赤べこまつり
2012年10月に柳津町で開催された全国門前町サミットにあわせて、円蔵寺で行われた。

### 赤べこマラソン
2012年10月に全国門前町サミットの会場となった柳津町の関連イベント。

### フォーミュラカー「赤べこ」
2018年にフォーミュラ1に参戦していたイタリアのチーム「スクーデリア・トロ・ロッソ」がブレンドン・ハートレイの乗機の愛称をTwitterで公募した結果、「赤べこ」に決定、それに伴い彼のもとに福島県会津若松市の市長から『必勝』の文字の入った特製赤べことメッセージが贈られている。なお、チーム名であるトロ・ロッソおよびその所有者であるレッドブルの各名称はそれぞれイタリア語と英語で「赤い雄牛」を意味し、偶然にも赤べことは（ニュアンスの違いはあれど）ほぼ一致している。

### RSOレコードのロゴ
赤べこはオーストラリア人の音楽起業家ロバート・スティグウッドがイギリスで1973年に設立したレコード会社「RSOレコード」のロゴに用いられた。本人はインタビューで以下のように語っている。
「ザ・フーと日本に来ていてRSOをレーベルとして設立しようと決めた。デザイナーにロゴを考案させていたがどれも気に入らなかった。日本の友人が健康と幸運の象徴だという張子の牛をくれて、自分のオフィスのマントルピースに置いていたんだが、『“健康と幸運”、ぴったりだ。RSOと書き入れればいい』と考えた」。

### 『赤べこの日』制定
福島県河沼郡柳津町に事務局を置くNPO法人奥会津まちづくり支援機構が一般社団法人日本記念日協会より 魔除けにも用いられる「赤べこ」を活用し、町の歴史や文化を多くの人に知ってもらい盛り上げるのが目的。日付は圓藏寺が数字の１３を大切にしていることと、町の文化「赤べこ」を敬愛する意味を込めて 11月3日(文化の日)に『赤べこの日』として認定を受けた。
日本記念日協会での郷土玩具記念日の認定は二例目となった。